# Antonio Milić
Antonio Milić (Split, 10 maart 1994) is een Kroatische voetballer die als centrale verdediger of als defensieve middenvelder kan spelen.

## Clubcarrière
Milić werd geboren in het Kroatische Split, waar hij zich aansloot bij de jeugdopleiding van Hajduk Split.
Op 26 november 2011 maakte Milić zijn competitiedebuut in het eerste elftal, tegen HNK Šibenik. De Kroaat mocht een kwartier voor tijd invallen voor Anas Sharbini Op 15 september 2012 maakte hij zijn eerste competitiedoelpunt, tegen Inter Zaprešić.
In december 2014 maakte hij de overstap naar KV Oostende, Milić ondertekende een contract tot medio 2018 bij de kustploeg. In vier seizoenen speelde hij 97 competitieduels voor Oostende. In 2018 tekende hij een vierjarig contract bij RSC Anderlecht. Op 28 juli 2018 debuteerde de Kroaat in de Jupiler Pro League in het Guldensporenstadion tegen KV Kortrijk.
Hij werd in januari 2021 verkocht door Anderlecht aan de Poolse club Lech Poznań.

## Interlandcarrière
Milić behoorde al dikwijls tot de Kroatische, nationale selectie in zijn jeugdcategorie. In 2014 debuteerde hij voor Kroatië –21. In augustus 2015 werd de Kroaat opgeroepen door trainer Nenad Gračan voor Jong Kroatië voor de eerste kwalificatiewedstrijden tegen Jong Georgië en Jong Estland in september 2015. Tegen Jong Georgië maakte Milić de enige goal van de wedstrijd in de 23e minuut. Jong Kroatië won hierdoor van hun Georgische leeftijdsgenoten. Op 6 september 2018 debuteerde de verdediger voor Kroatië in een vriendschappelijke interland tegen Portugal.

## Statistieken
| Seizoen | Club             | Land             | Competitie                 | Competitie | Competitie | Beker | Beker | Europees | Europees | Totaal | Totaal |
| Seizoen | Club             | Land             | Competitie                 | Wed.       | Dlp.       | Wed.  | Dlp.  | Wed.     | Dlp.     | Wed.   | Dlp.   |
| ------- | ---------------- | ---------------- | -------------------------- | ---------- | ---------- | ----- | ----- | -------- | -------- | ------ | ------ |
| 2011/12 | Hajduk Split     | Vlag van Kroatië | 1. Hrvatska Nogometna Liga | 2          | 0          | 3     | 0     | 0        | 0        | 5      | 0      |
| 2012/13 | Hajduk Split     | Vlag van Kroatië | 1. Hrvatska Nogometna Liga | 26         | 3          | 4     | 2     | 2        | 0        | 32     | 5      |
| 2013/14 | Hajduk Split     | Vlag van Kroatië | 1. Hrvatska Nogometna Liga | 18         | 2          | 2     | 0     | 2        | 0        | 23     | 2      |
| 2014/15 | Hajduk Split     | Vlag van Kroatië | 1. Hrvatska Nogometna Liga | 11         | 2          | 1     | 0     | 0        | 0        | 17     | 2      |
| 2014/15 | KV Oostende      | Vlag van België  | Jupiler Pro League         | 8          | 1          | 0     | 0     | —        | —        | 8      | 1      |
| 2015/16 | KV Oostende      | Vlag van België  | Jupiler Pro League         | 33         | 2          | 1     | 0     | —        | —        | 34     | 2      |
| 2016/17 | KV Oostende      | Vlag van België  | Jupiler Pro League         | 29         | 5          | 4     | 0     | —        | —        | 33     | 5      |
| 2017/18 | KV Oostende      | Vlag van België  | Jupiler Pro League         | 23         | 1          | 3     | 0     | 2        | 0        | 28     | 1      |
| 2018/19 | RSC Anderlecht   | Vlag van België  | Jupiler Pro League         | 21         | 0          | 0     | 0     | 4        | 0        | 25     | 0      |
| 2019/20 | → Rayo Vallecano | Vlag van Spanje  | Segunda División A         | 17         | 0          | 2     | 0     | —        | —        | 19     | 0      |
| Totaal  | Totaal           | Totaal           | Totaal                     | 188        | 16         | 20    | 2     | 10       | 0        | 218    | 18     |